# 毛坤宏
毛坤宏（1680年9月9日—1766年1月13日），童名思真鶴金，號坤宏，是琉球國第二尚氏王朝君主尚益王之元配王妃。
坤宏的父親毛邦秀（具志川親方盛昌）是毛氏伊野波殿內第七世當主毛泰永（伊野波親方盛紀）的第四子。坤宏的母親為安里按司，是翁氏佐久真親方忠義之女。
坤宏與王世子尚益成婚之後，按照慣例，以世子妃的身份被授予野嵩按司加那志的頭銜。1723年，就任第八代聞得大君。她為尚益王誕下二子二女：尚敬王、尚徹（北谷王子朝騎）、嘉手苅翁主、古波藏翁主。乾隆三十年乙酉十二月初三日薨，壽八十六，葬於玉陵。